# Indennizzo
Un indennizzo, in diritto, è il pagamento dovuto a un soggetto per un pregiudizio da lui subìto conseguentemente alla commissione di un fatto o atto lecito. L'importo in denaro dovuto a titolo di indennizzo è detto indennità.

## Caratteristiche
Si differenzia dal risarcimento, che è invece dovuto per aver subito un danno ingiusto, ossia un pregiudizio conseguente ad atto illecito e come tale fonte di responsabilità civile.
È generalmente dovuto per varie circostanze previste dall'ordinamento giuridico, ad esempio che comprimano o limitino la sfera del diritto soggettivo, che comportino l'acquisto o la perdita di un determinato status giuridico o come conseguenza della titolarità di un determinato incarico o posizione all'interno di un ufficio. Nel primo caso, l'esempio più significativo di indennizzo è quello previsto in caso di espropriazione per pubblica utilità: la perdita della proprietà che deriva dal provvedimento espropriativo è di per sé lecita ma chi beneficia dell'espropriazione (di solito, ma non necessariamente, una pubblica amministrazione) deve indennizzare il proprietario espropriato per il sacrificio del suo diritto.